# برنارد کلروو
برنارد کلروو (فرانسوی: Bernard of Clairvaux‎؛ زاده ۱۰۹۰ درگذشته ۱۱۵۳) یک قدیس مسیحی اهل فرانسه بود.

## جنگ صلیبی دوم
با وجود فراخوان جنگ صلیبی جدید توسط پاپ اوژن سوم طی فرمان کوانتوم پردسسورس، اما مشکلات پاپ در رم سبب شد تا اوژن سوم مرشد و استاد پیشین خود، برنارد کلروو، را مأمور تشویق مسیحیان و پادشاهان از طریق موعظه‌ها و آمرزش‌نامه‌هایش برای شرکت در جنگ صلیبی جدید کند. برنارد در نخستین موعظه خود در وزلی در ۱۱۴۶، ضمن قرائت فرمان پاپ، مسیحیان را برای شرکت در کارزار جدید فراخواند. سخنرانی و موعظه پرشور او سبب شد تا علاوه بر پادشاه فرانسه و همسرش، الینور، و سایر اشراف فرانسوی، مردم با هجوم به نمایندگان پاپ خواهان گرفتن صلیب و حضور در لشکرکشی جدید شوند. در ماه‌های بعدی، پاپ و برنارد نمایندگانی را به سایر نقاط اروپا فرستادند تا از مسیحیان آنجا بخواهند که به یاری مسیحیان شرق بشتابند. برنارد در خطابه‌های خود، مردم غرب را مردمانی خوش‌شناس توصیف کرد که فرصت شرکت در چنین کارزاری و بهره‌بردن از ثروت‌های معنوی آن را دارند. علاوه بر این، او تضمین داد که این جنگ صلیبی با موفقیت به پایان می‌رسد.
برنارد کلروو میان اوت ۱۱۴۶ تا مارس ۱۱۴۷، مأموریت سفر خود را برای موعظه مسیحیان اروپا آغاز کرد؛ او نخست از طریق ناحیهٔ فلاندرز و نواحی سفلی، عازم جنوب راین و بازل شد و پس از آن حرکت خود را به شمال آغاز کرد و در دربار پادشاه آلمان، کنراد سوم، در شهر اشپیر حاضر شد. و در نهایت به فرانسه بازگشت. با این حال به گمان مورخان و پژوهشگران معاصر، او به افرادی و گروه‌های نزدیک می‌شد و آنها برای شرکت در کارزار جدید ترغیب می‌کرد که تعصب و سرسپردگی مذهبی به اراضی مقدس و اماکن مقدس آن سرزمین ـ که پس از نخستین جنگ صلیبی گسترش یافته بود ـ داشتند. ساخت کلیساهایی همچون کلیساهای اراضی مقدس، ظهور نخستین فرقه‌های نظامی-مذهبی و گسترش اراضی متعلق به آنها در اروپای غربی، یادآورِ آشکار اراضی مسیح در اروپا بود. افزون بر ان، پس از گسترش و ورود نخستین رهبران صلیبی در ادبیات غرب و تأثیر آن بر نسل جدید سبب شد تا تلاطمی در میان طبقهٔ شوالیه‌ها احساس شود که آنها را جذب ایدهٔ شرکت در جنگ صلیبی جدید می‌کرد.
هنگامی که برنارد و سایر واعظان کلیسا در سراسر اروپا مشغول موعظه و تبلیغ بودند، راهب سیسترسی به نام، رادلف، با سخنرانی و موعظه‌های ضدیهودی خود، جمعیت زیادی را به سمت خود جذب کرد و از آنها خواست که نخست با «کافران در خانه خود» را نابود سازند و پول‌های آنها ـ که به گمانش از راه ربا به دست آمده بود ـ ضبط کنند تا از آنها برای جنگ صلیبی استفاده شود. سلسله مراتب کلیسا که در بیشتر مواقع مأمور محافظت از جوامع یهودی بود، برای جلوگیری از بی‌نظمی در روند جنگ صلیبی جدید، با استناد به کتب مقدس، دستور داد که به یهودیان نباید آسیبی وارد شود. با وجود دستور کلیسا، جوامع یهودی در شمال فرانسه و راینلند مورد حمله قرار گرفتند. این شرایط سبب شد تا برنارد از فلاندرز به آلمان سفر کرد تا این مشکل را حل کرده و مردم را آرام نماید. پس از چندی برنارد، رودلف را در ماینتس یافته و توانست او را ساکت کرده و به صومعه بازگرداند. پس از بازگشت رادلف، کشتار و آزار یهودیان نیز به پایان رسید.
افزون بر اراضی مقدس و شرق، دامنهٔ جنبش صلیبی فراتر از خواسته پاپ رفت و شبه‌جزیره ایبری و سرزمین اسلاوها در شرق آلمان را تحت شعاع قرار داد. محرک این امر حاکمان و پادشاهان بودند که درصدد استفاده از شور و شرق جنبش صلیبی برای پیشبرد هم قلمروی مسیحیت و هم قلمروی خویش بودند. این امر با خواستهٔ و ایدهٔ پاپ اوژن سوم و برنارد کلروو هم‌خوانی داشت و آنها ترغیب کرد که از چنین حرکت‌های استقبال و حمایت کنند.